# 1901年体育
请参看：
- 1901年

## 大事記

### 4月至6月
- 4月29日－His Eminence贏得肯塔基打比冠軍。

## 足球
- 匈牙利足球總會成立
- 布莱顿足球俱乐部成立

## 賽馬
- 第27屆肯塔基打比
  - 冠軍：His Eminence。

## 網球
- 阿瑟·戈尔獲得溫布爾登網球公開賽男單冠軍
- 夏洛特·库珀獲得溫布爾登網球公開賽女單冠軍